# Heiko Maas
Heiko Maas (* 19. září 1966 Saarlouis) je německý politik za SPD, v letech 2018–2021 spolkový ministr zahraničí ve čtvrté vládě Angely Merkelové. V období 2013–2018 vykonával funkci ministra spravedlnosti a ochrany spotřebitele ve třetí vládě Merkelové. Mezi roky 1989–1996 vystudoval práva na Sárské univerzitě. Působil v zemské politice v Sársku.